# Fehmarn

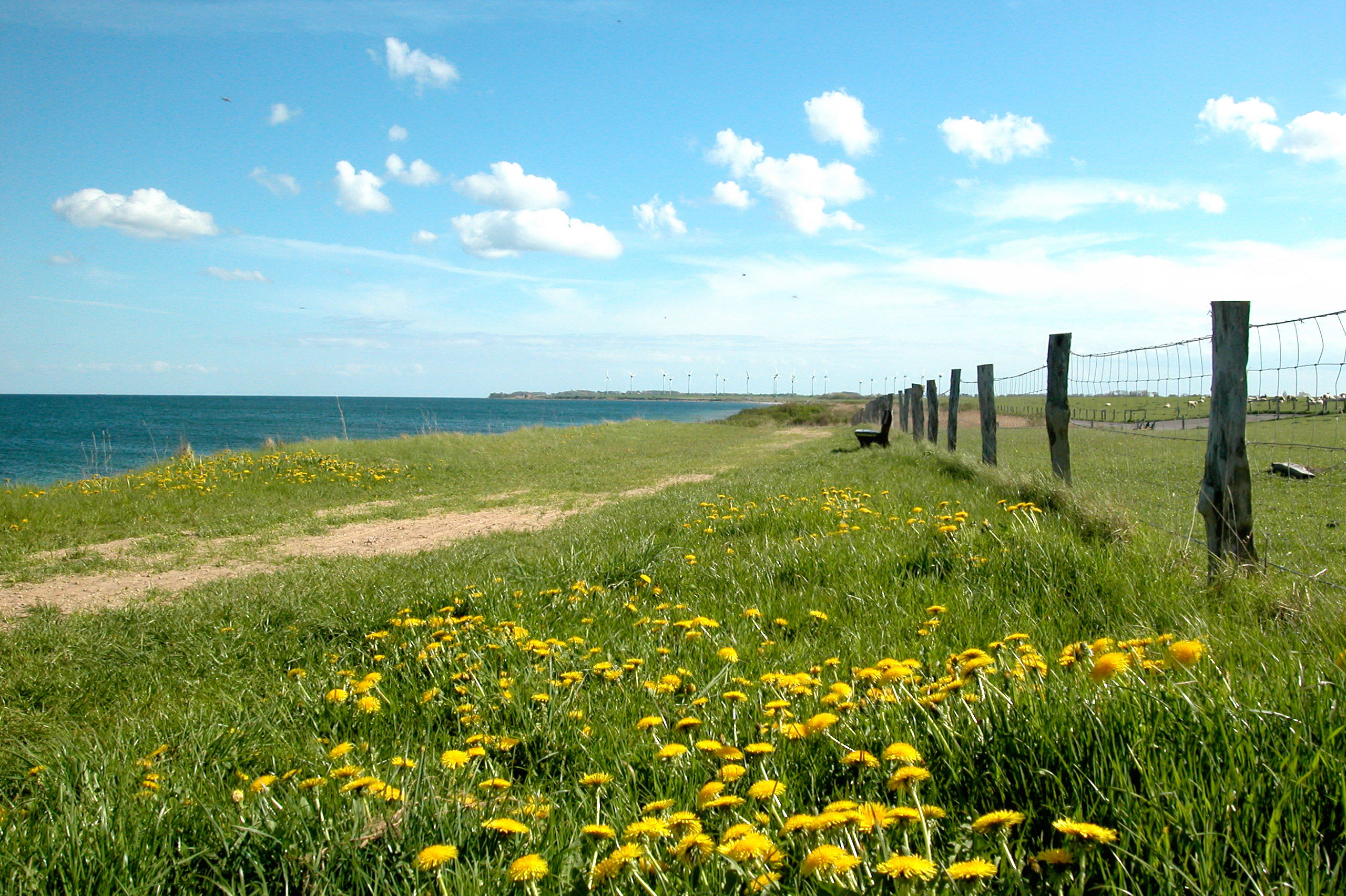
Ostrov Fehmarn, severovýchodní pobřeží

Ostrov Fehmarn (německá výslovnost: IPA: [ˈfeːmaʁn],  poslech) ležící v Baltském moři je třetím největším ostrovem Německa a součástí spolkové země Šlesvicko-Holštýnsko. Do 3. října 1990 byl největším ostrovem SRN, avšak po znovusjednocení Německa klesl na třetí místo za Rujánu a Usedom.

## Poloha a obyvatelstvo
Ostrov má rozlohu 185 km², je asi 16 km dlouhý a 13 km široký, délka pobřeží je asi 78 km. Od roku 1963 je spojen Fehmarnsundským mostem přes 1300 metrů široký průliv Fehmarnsund s poloostrovem Wagrien na německé pevnině ve Šlesvicko-Holštýnsku. Na ostrově žije 14 000 obyvatel. Díky svému slunečnímu svitu (1920 hodin ročně) je oblíbenou prázdninovou destinací. Jižní pláže u osad Burgtiefe a Wulfener Hals jsou nejbělejší písečné pláže na ostrově. Zde je pobřeží ploché, stejně jako na západě. Severní pobřeží mezi osadami Markelsdorfer Huk a Puttgarden tvoří dunovou krajinu s lagunami a jezírky. Východní pobřeží je skalnaté s útesy. Pevnina ostrova je plochá, jen kousek nad hladinou moře. Nejvyšším bodem je Hinrichsberg (27,2 m), následuje Wulfener Berg (26,5 m).
Hlavním městem je Burg (6000 obyvatel). Ostatních 8000 ostrovanů je roztroušeno po různých 42 osadách a vesnicích.
Ostrov má trajektové spojení do Dánska (do města Rødby na ostrově Lolland) z Puttgardenu. V budoucnu by měl být ostrov spojen tunelem pod Fehmarnskou úžinou s dánským ostrovem Lolland.

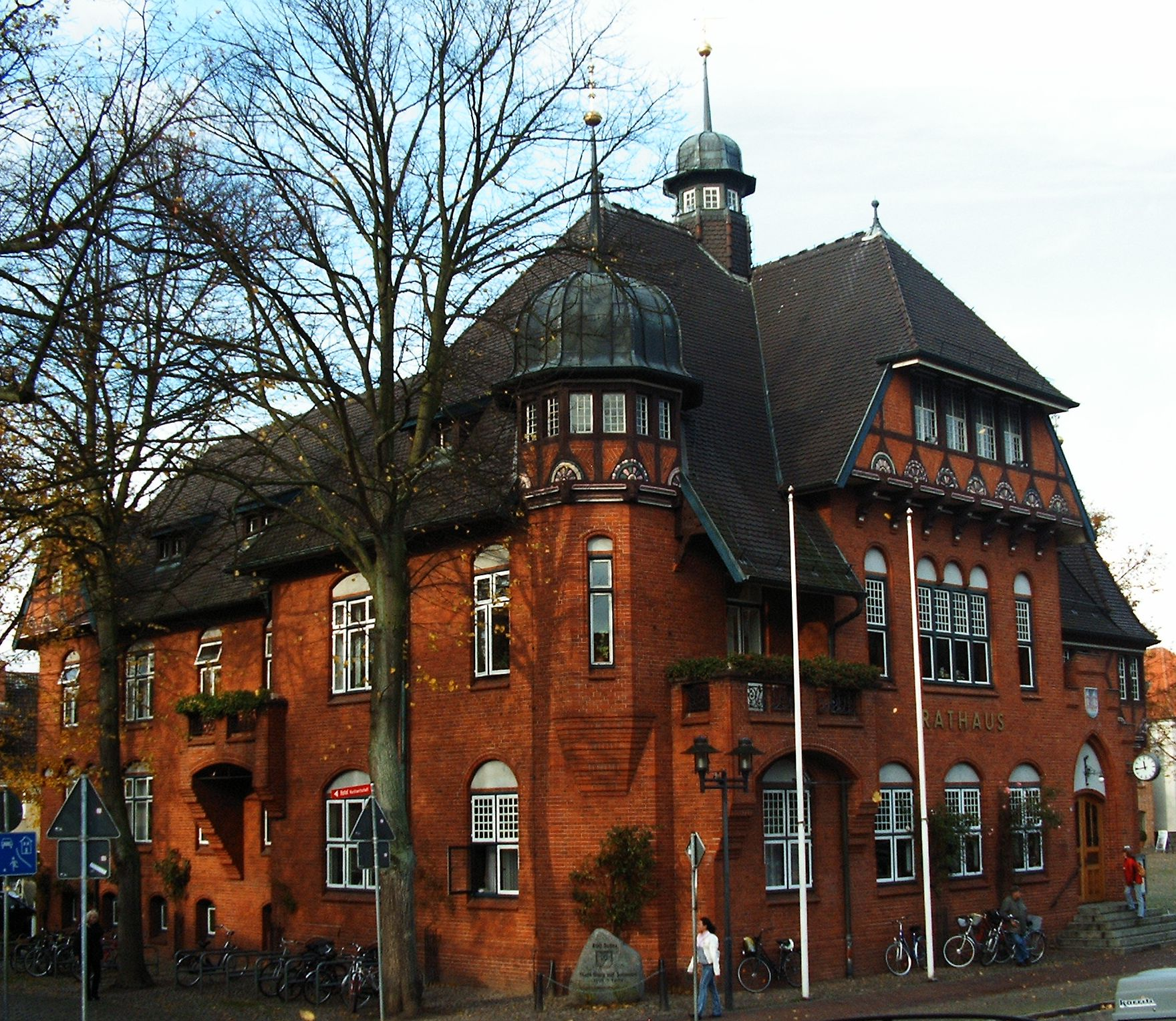
Hlavní město Burg, radnice

## Přírodní rezervace
Fehmarn oplývá třemi velkými přírodními rezervacemi, ve kterých hnízdí okolo 170 druhů vodního ptactva. Tyto rezervace nejsou přístupny turistům.
- Grüner Brink (Zelený pás);
- Krummersteert (ve šlesvickém nářečí: „Ohnutý pinďour“)
- Wasservogelreservat Wallnau (Reservace vodního ptactva Wallnau)

## Majáky na ostrově Fehmarn
Fehmarn má ze všech německých ostrovů nejvíce majáků, a to celkem pět:
- Leuchturm Flügge (Maják ptačí sídlo)
- Leuchturm Marienleuchte (Maják svítící beruška)
- Leuchtturm Staberhuk
- Leuchturm Strukkampfhuk (Maják tajtrdlík)
- Leuchturm Westermarkelsdorf (Maják na západních blatech)

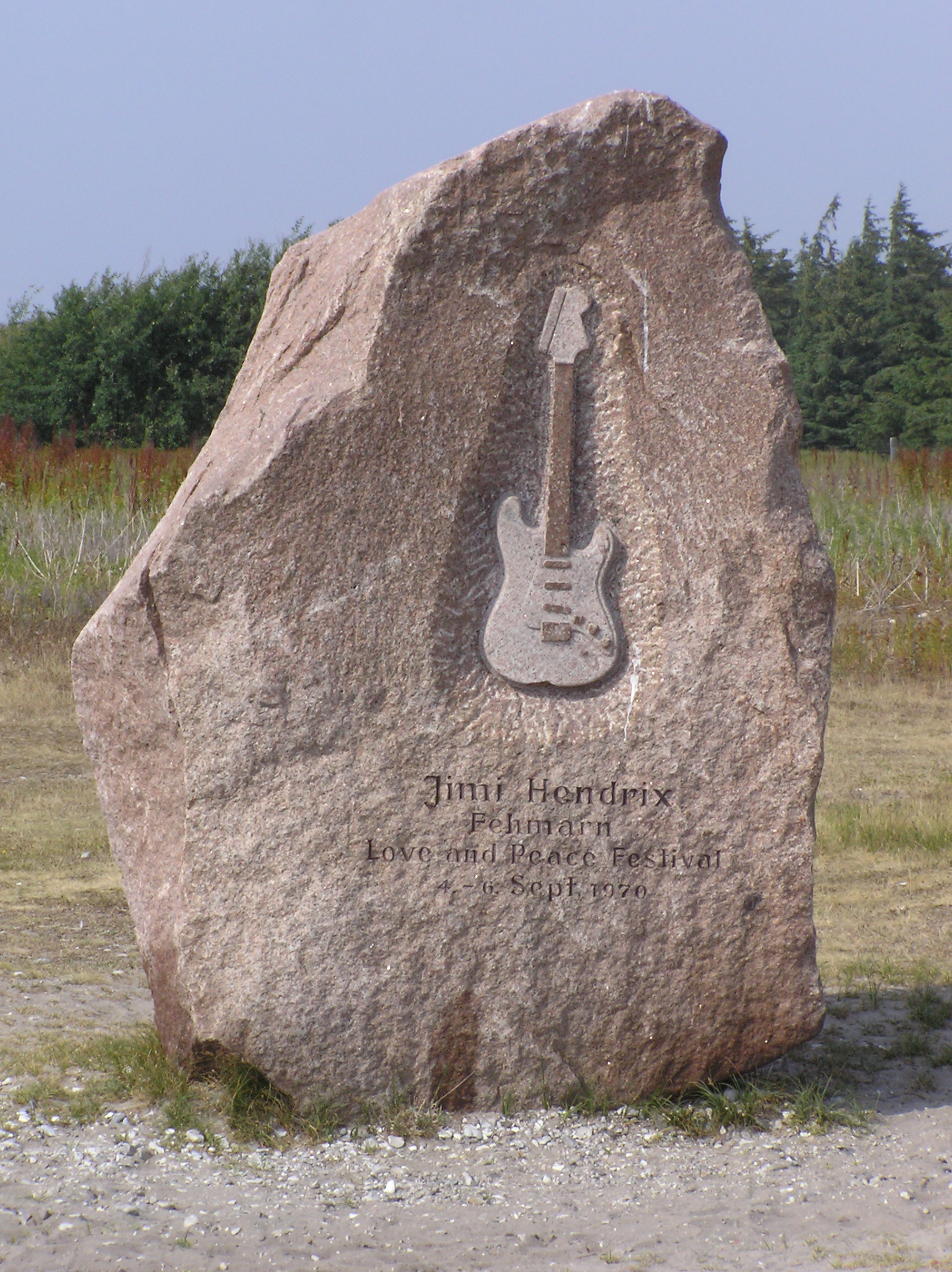
Fehmarn, památník Jimiho Hendrixe

## Významné osobnosti spojené s ostrovem
- Ernst Ludwig Kirchner – německý expresionistický malíř. V letech 1908–1914 sem jezdil z Berlína na letní pobyt,
- Karl Carstens – prezident SRN v letech 1979 - 1984,
- Lina Heydrichová - se zde narodila, po válce zde provozovala penzion s restaurací,
- Eberhard Diepgen – starosta Západního Berlína v letech 1984 - 1989. Po sjednocení se stal starostou hlavního města Berlín (1991 – 2001),
- Jimi Hendrix – jeden z nejlepších kytaristů všech dob zde pořádal 6. září 1970 svůj poslední koncert, dvanáct dní před smrtí,
- Hans Johannsen – hlavní strojník ponorek v druhé světové válce a nositel Rytířského kříže Železného kříže, jehož osobou byla inspirována postava Johanna v kultovním válečném filmu Ponorka zde zemřel v roce 1961.